# The Ellen DeGeneres Show
The Ellen DeGeneres Show (často zkracováno Ellen) je americká zábavná talk show, kterou moderuje herečka a komička Ellen DeGeneres. První díl show byl odvysílán 8. září 2003. Pořad produkuje společnost Telepictures a je vysílán přes tzv. broadcast syndication, při němž je licence k vysílání sdílena mezi více televizními společnostmi. Jednou z televizních korporací, která vlastnila licenci k Ellen je NBCUniversal.
Prvních pět sérií bylo natočeno ve studiu 11 NBC Studios v Burbanku, Kalifornii. Později se natáčení přesunulo do nedalekých studií Warner Bros. Od šesté série je pořad vysílán ve vysokém rozlišení.
Pořad vyhrál k roku 2017 celkem 29 Cen Daytime Emmy, včetně čtyř v kategorii Nejlepší talk show roku a šest v kategorii Nejlepší talk show roku – zábava. Díky tomu překonal starý rekord devíti cen v těchto kategoriích, který držel pořad The Oprah Winfrey Show. Program rovněž získal celkem 17 ocenění People's Choice Awards. YouTube kanál Ellen patří mezi šedesát nejvíce odebíraných kanálů na serveru. Dne 4. ledna 2016 bylo oznámeno, že show bude pokračovat minimálně do roku 2020.